# 帕特里克·萨克里松
帕特里克·萨克里松（瑞典語：Patrik Zackrisson，1987年3月27日—），瑞典男子冰球运动员，场上位置是前锋。他曾代表瑞典国家队参加2018年冬季奥林匹克运动会冰球比赛，获得第5名。